# Lipowo (jezioro)

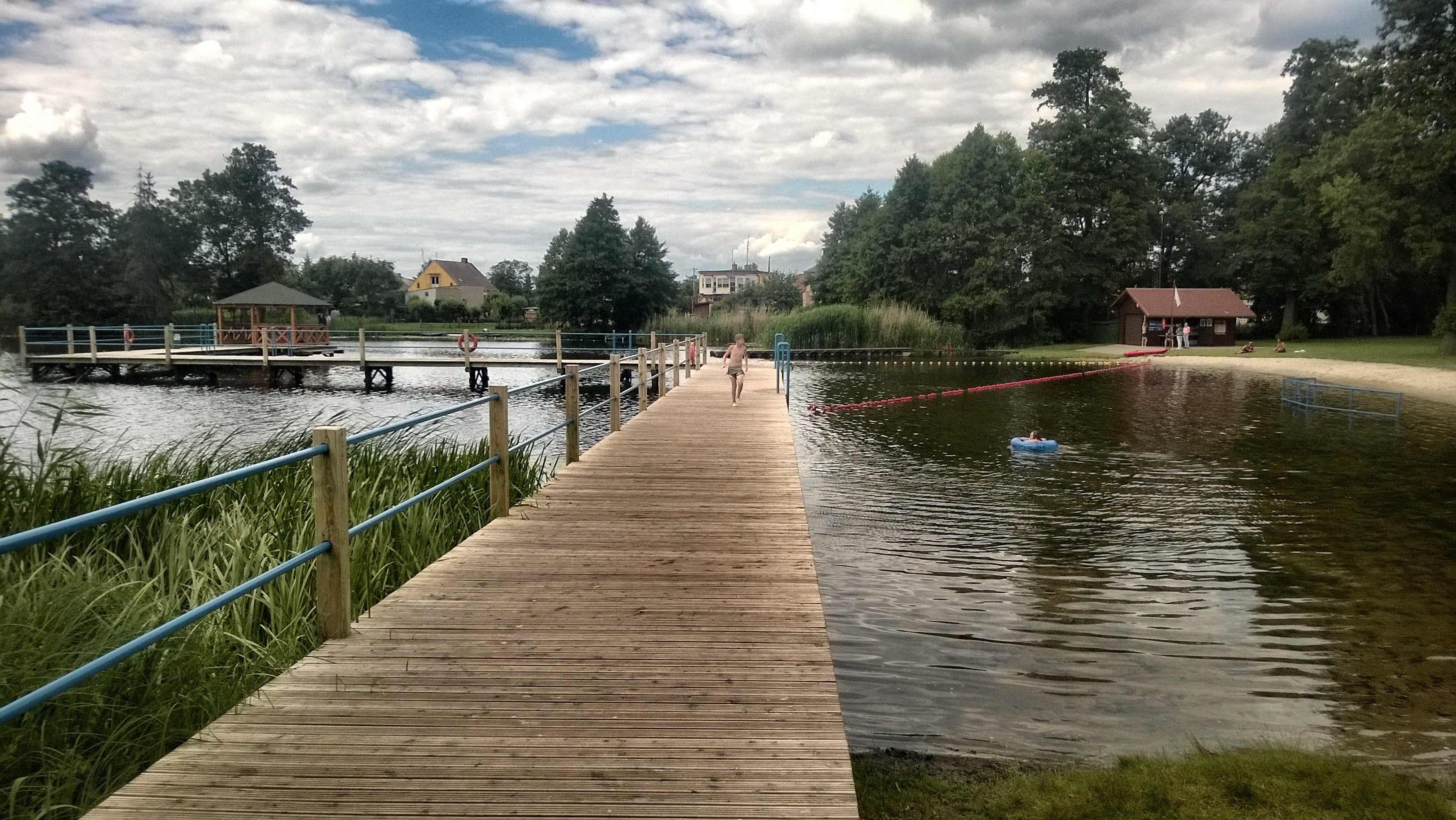
Pomost

Lipowo – jezioro w Polsce, położone w województwie zachodniopomorskim, na Równinie Gorzowskiej, w granicach miasta Dębna. Otoczone parkiem miejskim i zabudowaniami; kąpielisko miejskie. Długość linii brzegowej 2 050 m.